# Sympetrum semicinctum
Sympetrum semicinctum is een libellensoort uit de familie van de korenbouten (Libellulidae), onderorde echte libellen (Anisoptera).
De wetenschappelijke naam Sympetrum semicinctum is voor het eerst geldig gepubliceerd in 1840 door Say.